# Serrat de les Collades
El Serrat de les Collades és una serra situada al municipi de Farrera, a la comarca del Pallars Sobirà, amb una elevació màxima de 2.042 metres.